# Alberta Hunter
Alberta Hunter (Memphis (Tennessee), 1 april 1895 – New York, 17 oktober 1984) was een Amerikaanse jazz- en blueszangeres en songwriter.

## Biografie
Alberta Hunter ging op 12-jarige leeftijd naar Chicago. Volgens meerdere bronnen liep ze ofwel weg van huis, of haar familie verhuisde. Ze hield zich boven water met baantjes als aardappels schillen, maar was vastbesloten om zangeres te worden. Na een begin in goedkope lokaliteiten werkte ze met de pianist Tony Jackson in het Elite Cafe #1. Na een verbintenis in het Panama Cafe in 1915 kreeg ze een aanstelling in een van de meest representatieve clubs, het Dreamland Café.
De grootste successen in haar carrière als zangeres en songwriter beleefde ze vooral tijdens de jaren 1920 en 1930. Ze trad op in clubs en op podia in New York en Londen. Tot haar bekendste songs behoort de schunnige ballade (My Man is Such a) Handy Man. Met Lovie Austin schreef ze de Down Hearted Blues, die in 1923 bekend werd door Bessie Smith. Vanaf 1921 speelde ze platen in, aanvankelijk begeleid door de band van Fletcher Henderson. Tussen 1922 en 1927 ging ze meermaals in de opnamestudio met Perry Bradford. In 1923 nam ze op met de Original Memphis Five en in 1924 met Clarence Williams en Louis Armstrong. Haar enige succes in de hitlijsten was Beale Street Blues (Billboard top 30, #16) van W.C. Handy, waarbij Fats Waller haar begeleidde op de orgel.
Tijdens de Tweede Wereldoorlog en de Koreaanse Oorlog was Hunter werkzaam bij het troepenamusement. Midden jaren 1950, na het overlijden van haar moeder, stopte ze volledig met de muziek. Met een onjuiste leeftijdsopgave en een vervalst middelbareschooldiploma begon ze met een opleiding tot verpleegster om daarna te werken in het New Yorkse Goldwater Memorial Hospital. Na elf jaar studio-onthouding kon de producent Chris Albertson haar in 1961 overhalen voor nieuwe opnamen. Ze was in de studio met o.a. Lil Armstrong en Lovie Austin, met wie ze al tijdens de jaren 1920 had opgetreden. Alberta Hunter genoot van het zingen, maar wilde echter verder werken als verpleegster. In 1977 werd ze echter op 81-jarige leeftijd met pensioen gestuurd.
In 1978 nam ze op 82-jarige leeftijd het album The Amtrak Blues op en begon ze weer op te treden. Een tweewekelijkse verbintenis in de kleine New Yorkse club Cookery in Greenwich Village werd dankzij het onverwachte succes voor onbepaalde tijd verlengd. Er volgden nieuwe opnamen. Tv-optredens, uitnodigingen wereldwijd (o.a. Berliner Jazztage in 1982 met live-uitzending bij de ARD-televisie), tournees en een optreden in het Witte Huis. Voor Robert Altman schreef ze de muziek voor de film Remember My Name.
Alberta Hunter trad tot kort voor haar overlijden in 1984 op. Haar leven was de basis voor de musical Cookin' in the Cookery. In 2009 werd haar album Amtrak Blues opgenomen in de Blues Hall of Fame van de Blues Foundation, in 2011 de zangeres zelf.

## Overlijden
Alberta Hunter overleed in oktober 1984 op 89-jarige leeftijd.

## Discografie

### Albums
- 1962: Alberta Hunter with Lovie Austin and her Blues Serenaders
- 1978: Amtrak Blues
- 1981: Legendary Alberta Hunter: '34 London Sessions
- 1981: The Glory of Alberta Hunter
- 1981: Classic Alberta Hunter: The Thirties
- 1981: Young Alberta Hunter: The Twenties
- 1996: Complete Recorded Works, Vol. 1 (1921–1923)
- 1996: Complete Recorded Works, Vol. 2 (1923–1924)
- 1996: Complete Recorded Works, Vol. 3 (1924–1927)
- 1996: Complete Recorded Works, Vol. 4 (1927–1946)
- 2001: Downhearted Blues: Live at the Cookery
- 2003: Songs We Taught Your Mother reissue Original 1961

### DVD's
- 1991: Alberta Hunter – Jazz at the Smithsonian live video
- 1992: Alberta Hunter – My Castle's Rockin'  dvd
- 2005: Alberta Hunter – Jazz Master's Series dvd

- Biblioteca Nacional de España: XX1069442
- Bibliothèque nationale de France: cb13925444g (data)
- CiNii: DA09407539
- Gemeinsame Normdatei: 134147014
- International Standard Name Identifier: 0000 0003 6845 2305
- Library of Congress Control Number: n80158642
- MusicBrainz: d5a73b4d-62ea-4693-af94-f6ca35a57e58
- National Archives and Records Administration: 10569242
- Bibliotheek van het Japanse parlement: 00620847
- Nationale Bibliotheek van Israël: 987007349779305171
- Nederlandse Thesaurus van Auteursnamen: 098014633
- Istituto Centrale per il Catalogo Unico: UBOV354609
- SNAC: w6708wkd
- Système universitaire de documentation: 250660989
- Virtual International Authority File: 10035744
- WorldCat: E39PBJgd8MB4vk3qwYbdg89CcP